# Isla Bicquette
La Isla Bicquette (en francés: Île Bicquette) está situada en el estuario del río San Lorenzo, en la provincia canadiense de Quebec. Es parte del Distrito de Bic à Rimouski, un antiguo municipio de Quebec, y está situada justo al norte de la isla de Bic. Es el mayor sitio de anidación del Eider Común (Somateria mollissima). Hay más de 10 000 nidos de esta especie de pato. El acceso a los visitantes hacia la isla está prohibido sino se cuenta con el permiso, debido a que está bajo la protección federal a través de la Reserva nacional de fauna de las islas del estuario (réserve nationale de faune des îles de l'Estuaire).